# Kampania o Borneo
Kampania o Borneo – ostatnia duża kampania aliantów na południowo-zachodnim Pacyfiku podczas II wojny światowej, mająca na celu wyzwolenie wyspy Borneo okupowanej przez Japończyków. Pomiędzy 1 maja a 21 lipca 1945 miała miejsce seria desantów morskich określana zbiorczo jako operacja Oboe, przeprowadzona przez australijski I Korpus pod dowództwem gen. por. Lesliego Morsheada przeciwko imperialnym siłom japońskim, które okupowały wyspę od przełomu 1941 i 1942 roku. Główną formacją japońską na wyspie była 37 Armia pod dowództwem gen. por. Masao Baby, podczas gdy garnizonem morskim dowodził wiceadm. Michiaki Kamada. Australijskie siły lądowe były wspierane przez amerykańskie i inne alianckie siły powietrzne i morskie, przy czym to Stany Zjednoczone zapewniały większość transportu i wsparcia logistycznego niezbędnego do przeprowadzenia operacji. Początkowo kampania miała obejmować sześć etapów, ale ostatecznie lądowania podjęto w czterech lokalizacjach: Tarakan, Labuan, Borneo Północne i Balikpapan. Były również prowadzone działania partyzanckie przez członków plemienia Dajaków i niewielką liczbę personelu alianckiego w głębi wyspy. Podczas gdy główne operacje bojowe zostały zakończone do połowy lipca, akcje wymiatania japońskich maruderów trwały na całym Borneo aż do zakończenia wojny w sierpniu. Początkowo mające na celu zabezpieczenie ważnych lotnisk i obiektów portowych w celu wsparcia przyszłych operacji, bombardowanie przygotowawcze spowodowało poważne uszkodzenia infrastruktury wyspy, w tym jej rafinerii ropy naftowej. W rezultacie korzyści strategiczne, jakie alianci odnieśli z kampanii, były znikome.

## Tło sytuacyjne
Przed II wojną światową wyspa Borneo była podzielona pomiędzy brytyjskie Borneo Północne i Borneo Holenderskie w południowej oraz środkowej części wyspy; to drugie stanowiło część Holenderskich Indii Wschodnich (obecnie w tym samym miejscu, co granica dawnych kolonii, przebiega granica pomiędzy indonezyjską, a malezyjską częścią Borneo). W 1941 roku ludność wyspy szacowano na 3 miliony. Ogromna większość z nich mieszkała w małych wioskach, a Borneo miało mniej niż tuzin miast. Na wyspie panuje klimat tropikalny. W czasie II wojny światowej pokrywała je głównie gęsta dżungla, a większość linii brzegowej była pokryta namorzynami lub bagnami.
Borneo miało znaczenie strategiczne podczas II wojny światowej. Europejscy kolonizatorzy rozwinęli pola naftowe na wyspie, a ich przedsiębiorca eksportowały w dużych ilościach ropę i inne surowce. Istotne było również położenie wyspy, ponieważ leżała ona na skrzyżowaniu głównych szlaków morskich pomiędzy Azją Północną, Malajami i Holenderskimi Indiami Wschodnimi. Mimo to Borneo było słabo rozwinięte, miało tylko kilka dróg i jedną linię kolejową. Większość podróży odbywała się statkami wodnymi lub wąskimi ścieżkami. Brytyjczycy i Holendrzy utrzymywali na wyspie tylko niewielkie siły do ochrony swoich posiadłości.
Borneo zostało szybko podbite przez Japończyków w pierwszych tygodniach wojny na Pacyfiku. Celem tej operacji było zdobycie pól naftowych oraz ochrona flank natarcia na Malaje i Holenderskie Indie Wschodnie. Wojska japońskie wylądowały w Sarawaku 16 grudnia 1941 roku, gdzie jeden batalion British Indian Army walczył przez kilka tygodni, opóźniając nieprzyjaciela i uszkadzając ważne instalacje naftowe. 11 stycznia 1942 roku wojska japońskie wylądowały na wyspie Tarakan, a oddziały spadochronowe dokonały desantu na Celebes następnego dnia; mały holenderski garnizon zdołał zniszczyć część infrastruktury, zanim ostatecznie został przytłoczony przewagą wroga. Zniszczenie tych obiektów doprowadziło do surowych represji wobec ludności cywilnej, zwłaszcza w Balikpapanie, gdzie stracono od 80 do 100 Europejczyków.
W rezultacie Cesarska Armia Japońska zarządzała okupowanym brytyjskim Borneo Północnym, a Cesarska Marynarka Wojenna była odpowiedzialna za Borneo Holenderskie. Siły garnizonowe na wyspie były bardzo małe aż do połowy 1944 roku. W czasie okupacji miejscowa ludność była poddawana surowemu traktowaniu. Na przykład na Tarakanie duża liczba miejscowych została przymusowo wcielona do wojska, lokalną gospodarkę zakłóciły kontrybucje, a żywności stawało się coraz mniej. Pod koniec października 1943 roku rozpoczął się otwarty bunt lokalnych plemion Dajaków i etnicznych Chińczyków, który został brutalnie stłumiony, a setki ludzi rozstrzelano. W następstwie wielu miejscowych zmarło z powodu chorób i głodu, gdy japońska polityka okupacyjna stała się jeszcze bardziej restrykcyjna. Siły japońskie dokonały rozlicznych masakr podczas okupacji Borneo.

## Planowanie

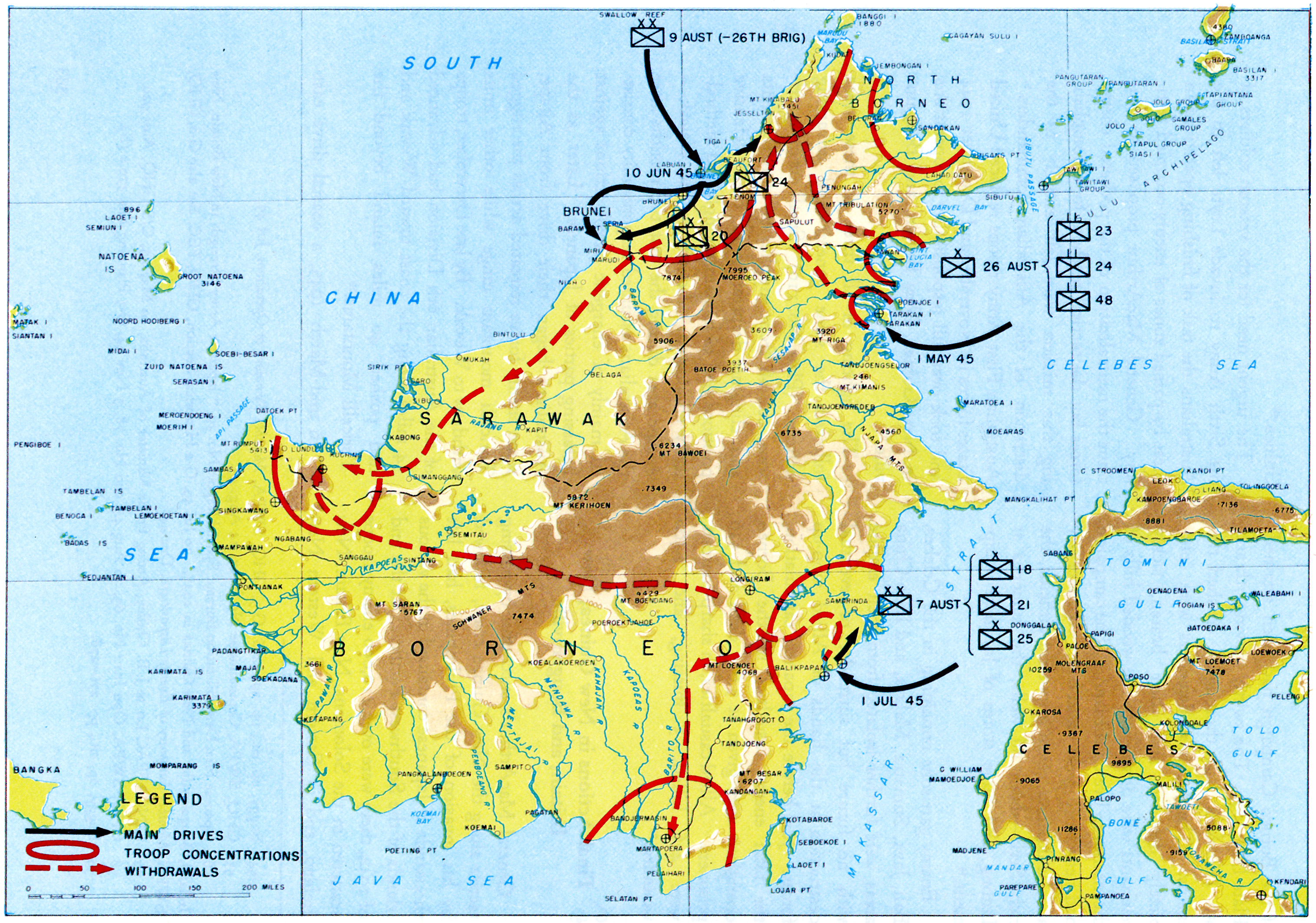
Mapa pokazująca postęp kampanii o Borneo

Plany ataków aliantów były prowadzone pod kryptonimem operacja Oboe. Inwazja na Borneo była drugim etapem operacji Montclair, której celem było zniszczenie imperialnych sił japońskich i ponowne zajęcie Holenderskich Indii Wschodniej, Borneo oraz południowych Filipin. Szczególnie Borneo było wówczas uważane za strategicznie ważne z powodu jego zasobów naturalnych; ropy i kauczuku. Uważano również, że Tarakan oferuje dogodnie położoną, wysuniętą bazę lotniczą, której można użyć w celu wspierania przyszłych operacji w regionie, podczas gdy Zatoka Brunei miała służyć jako baza morska. Planowanie operacji rozpoczęło się pod koniec 1944 i na początku 1945 roku w kwaterze głównej gen. Douglasa MacArthura w rejonie południowo-zachodniego Pacyfiku. W wyniku pełnego zaangażowania sił amerykańskich w odzyskanie Filipin, zadanie odbicia Borneo zostało przydzielone głównie Australijczykom. W tym czasie australijski I Korpus, główna siła uderzeniowa Australian Army, nie brał udziału w walkach od ponad roku. Korpus został przydzielony MacArthurowi, lecz ten zdecydował się nie używać go na Filipinach, mimo nacisków ze strony rządu australijskiego.
Początkowy plan aliancki składał się z sześciu etapów: celem operacji Oboe 1 miał być Tarakan; Oboe – Balikpapan; Oboe – Banjarmasin; Oboe 4 – Surabaja lub stolicy Holenderskich Indii Wschodnich, Batavii (współczesna Dżakarta); Oboe 5 – wschodnia cześć Holenderskich Indii Wschodnich; i Oboe 6 – brytyjskie Borneo Północne. Ostatecznie tylko operacje skierowane na Tarakan, Balikpapan i Borneo Północne zostały przeprowadzone. Operacje te stanowiły ostatnią kampanię sił australijskich w II wojnie światowej. W fazie planowania dowódca australijskich sił zbrojnych, gen. Thomas Blamey, zalecił odwołanie desantu pod Balikpapan, uważając, że nie przysłuży się to celowi strategicznemu. Po długich rozważaniach rząd Australii zgodził się zapewnić siły do tej operacji za namową MacArthura. Blamey był jednak w stanie udaremnić plany MacArthura dotyczące wojsk australijskich, które miały dokonać kolejnych lądowań na Jawie, przekonując premiera Johna Curtina do wstrzymania 6 Dywizji Piechoty. Przed głównym lądowaniem w kolonach brytyjskich alianci podjęli szereg operacji zwiadowczych pod kryptonimami Agas (Borneo Północne) i Semut (Sarawak); Operacje te miały również na celu uzbrojenie, szkolenie i zorganizowanie lokalnej ludności do podjęcia wojny partyzanckiej przeciwko Japończykom w celu wsparcia operacji konwencjonalnych.
Japończycy zaczęli przygotowywać się do obrony Borneo od połowy 1944 roku, gdy siły alianckie szybko posuwały się w kierunku wyspy. Na Borneo zostały wysłane japońskie posiłki, ale dotarły dopiero między wrześniem a listopadem tego roku. Pod koniec 1944 roku japońskie dowództwo uznało, że siły australijskie prawdopodobnie zaatakują obszar Brunei, a następnie zdobędą zachodnie wybrzeże Borneo w ramach kampanii mającej na celu wyzwolenie Singapuru. W związku z tym większość jednostek japońskich w północno-wschodnim Borneo otrzymała rozkaz przeniesienia się drogą lądową na zachodnie wybrzeże; wymagało to od nich podjęcia wyczerpujących marszów po nierównym terenie. Dwa inne bataliony zostały przeniesione z północno-wschodniego Borneo drogą morską na południowe wybrzeże wyspy w okresie od lutego do marca 1945 roku. Po wyzwoleniu przez siły amerykańskie kluczowych obszarów Filipin, co odcięło od Japonii resztę Azji Południowo-Wschodniej, 27 stycznia 1945 roku Sztab Generalny Cesarskiej Armii Japońskiej nakazał siłom stacjonującym w tym regonie obronę posiadanego terytorium i nie spodziewanie się posiłków.

## Siły przeciwników

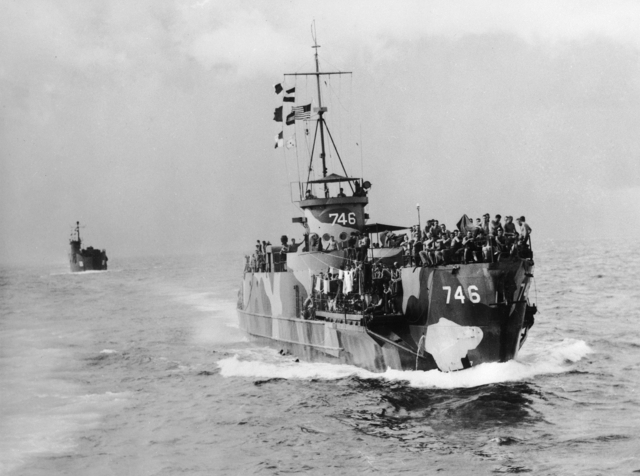
Okręty desantowe United States Navy załadowane australijskimi żołnierzami przed lądowaniem na Labuanie

Główne siły lądowe aliantów przydzielone do kampanii pochodziły z australijskiego I Korpusu pod dowództwem gen. por. Lesliego Morsheada. Zasadnicze elementy tego związku operacyjnego to dwie dywizje piechoty: 7 i 9. Do operacji korpus australijski został przydzielony jako grupa zadaniowa bezpośrednio pod dowództwem MacArthura, a nie jako część 8 Armii, która kontrolowała operacje na Filipinach. Alianckie siły morskie i powietrzne, skupione wokół amerykańskiej 7 Floty pod dowództwem adm. Thomasa Kinkaida, Australian First Tactical Air Force i amerykańskiej 13 Armii Powietrznej również odegrały ważną rolę w nadchodzącej kampanii. W operacjach brała udział także niewielka liczba personelu holenderskiego. Do początkowych desantów kampanii przydzielono ponad 74 000 żołnierzy alianckich. Większość wsparcia logistycznego zapewniły Stany Zjednoczone, zwłaszcza transport morski potrzebny do transportu ogromnych ilości żołnierzy, zapasów i sprzętu potrzebnego do operacji.
Siłom alianckim stawiały opór oddziały Cesarskiej Armii Japońskiej i Cesarskiej Marynarki Wojennej na południowym i wschodnim Borneo pod dowództwem wiceadm. Michiaki Kamady, a na północnym zachodzie przez 37 Armię dowodzoną przez gen. por. Masao Babę z siedzibą w Jesselton. Głównymi elementami 37 Armii były 56 Samodzielna Brygada Mieszana (północne Borneo), 71 Samodzielna Brygada Mieszana (południowe Borneo) i 25 Samodzielny Pułk Mieszany; jednostki te zostały przeniesione z Japonii w drugiej połowie 1944 roku i przybyły na Borneo pod koniec tego samego roku. Na wyspie stacjonował również 2 Oddział Gwardii Cesarskiej Marynarki Wojennej. Wywiad aliancki oszacował, że na Borneo stacjonowało około 32 000 żołnierzy japońskich, z czego tylko 15 000 to siły bojowe. Większość jednostek, które zostały przeniesione z północno-wschodniego Borneo na zachodnie wybrzeże, nadal znajdowała się w tranzycie, kiedy rozpoczęły się australijskie desanty, w dodatku zostały znacznie osłabione przez trudne warunki, jakich doświadczyły podczas marszu przez wyspę. Transfery pozostawiły tylko pojedyncze bataliony na Tarakanie i pod Balikpapanem. Japońskie lotnictwo w regionie, z wyjątkiem Jawy i Sumatry, było praktycznie zneutralizowane.

## Przebieg kampanii

### Tarakan

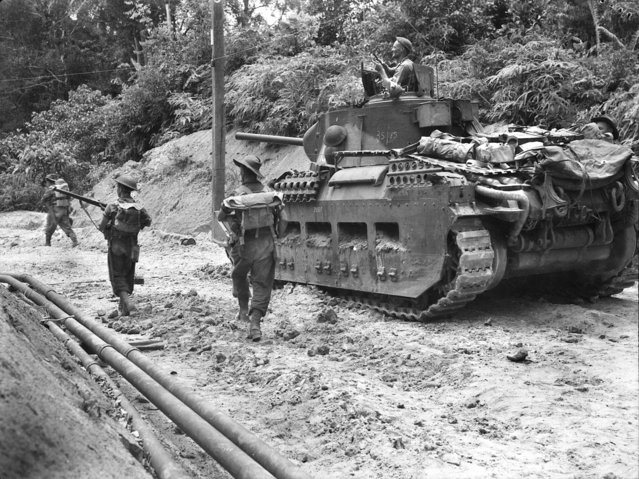
Australijscy żołnierze mijający czołg Matilda na wyspie Tarakan

Kampanię rozpoczęła operacja Oboe 1, która polegała na zajęciu małej wyspy Tarakan u północno-wschodniego wybrzeża Borneo, uruchomiona 1 maja 1945 roku. Głównym celem operacji było zajęcie lotniska na wyspie, aby można było je wykorzystać do obsługi kolejnych desantów na Borneo. Używając zbudowanych w Australii kajaków MK III, małe grupy zwiadowców popłynęły na Tarakan przed głównymi siłami inwazyjnymi, aby uzyskać przydatne informacje i obserwować pola naftowe Djoeta na potrzeby inwazji.
Lądowanie na Tarakanie przydzielono silnie wzmocnionej 26 Brygadzie pod dowództwem bryg. Davida Whiteheada. Trzy bataliony piechoty tej brygady zostały powiększone o dwa bataliony pionierów, a także komandosów i inżynierów. Pod dowództwem Whiteheada znaleźli się również amerykańscy inżynierowie i holenderska kompania piechoty (złożona z żołnierzy z wyspy Ambon) oraz jednostka ds. cywilnych. Ogółem 26 Brygada miała siłę prawie 12 000 żołnierzy. Atak australijski został poprzedzony ciężkim nalotem bombowym, który rozpoczął się 12 kwietnia i został przeprowadzony przez samoloty Royal Australian Air Force (RAAF) i United States Army Air Forces (USAAF) operujące z wyspy Morotai i Filipin; samoloty te sterroryzowały japońską żeglugę, atakowały lotniska, rozbijały przeszkody wzniesione przez Japończyków wokół plaż desantowych i ostrzeliwały nieprzyjacielskie pozycje obronne oraz stanowiska artylerii, ponadto grupa komandosów i bateria artylerii podjęła wstępne lądowanie na wyspie Sadau. Siły marynarki wojennej przeznaczone do zapewnienia wsparcia ogniowego podczas operacji obejmowały trzy krążowniki, siedem niszczycieli i kilka okrętów desantowych wyposażonych w rakiety i moździerze. Trzy dni przed szturmem oddział trałowców pracował nad oczyszczeniem terenu z min morskich.
Podczas głównego desantu bateria na wyspie Sadau zapewniła wsparcie ogniowe australijskim inżynierom, którzy wylądowali jako pierwsi pod Lingkas, aby usunąć przeszkody na plażach wyznaczonych do lądowania. Następnie oddziały szturmowe z 2/23. i 2/48. batalionu piechoty wyszły na brzeg pod osłoną artylerii okrętowej. Początkowo Australijczycy prawie nie napotkali oporu, dopóki nie zaczęli posuwać się na północ w kierunku miasta Tarakan. Lekki opór wokół wzgórza Lingkas został szybko przełamany i pod koniec pierwszego dnia utworzono silny przyczółek. Rezerwa brygady, 2/24. batalion piechoty, była wyładowywana na brzeg następnego dnia w miarę kontynuowania natarcia na lotnisko. Japoński opór rósł, a postęp był utrudniony przez dużą liczbę min konwencjonalnych i min-pułapek, które musieli zneutralizować inżynierowie i pionierzy; ostatecznie jednak 5 maja lotnisko zostało zajęte przez Australijczyków. Działania bojowe na wyspie kontynuowano do czerwca, gdyż odizolowane grupy Japończyków stawiały opór Australijczykom w tunelach i na wzniesieniach. Ostateczny cel, Wzgórze 90, został zdobyty 20 czerwca, ale jeszcze po tym trwały starcia na małą skalę. Ostatecznie lotnisko zostało tak mocno uszkodzone, że naprawa zajęła osiem tygodni, po którym to czasie wojna praktycznie się skończyła. W rezultacie większość historyków, w tym australijski oficjalny historyk II wojny światowej Gavin Long, uważa, że inwazja na Tarakan nie usprawiedliwiała strat poniesionych przez siły alianckie; wśród nich było 225 zabitych Australijczyków i 669 rannych. Straty Japończyków były jeszcze większe, 1540 zabitych i 252 schwytanych.

### Północne Borneo

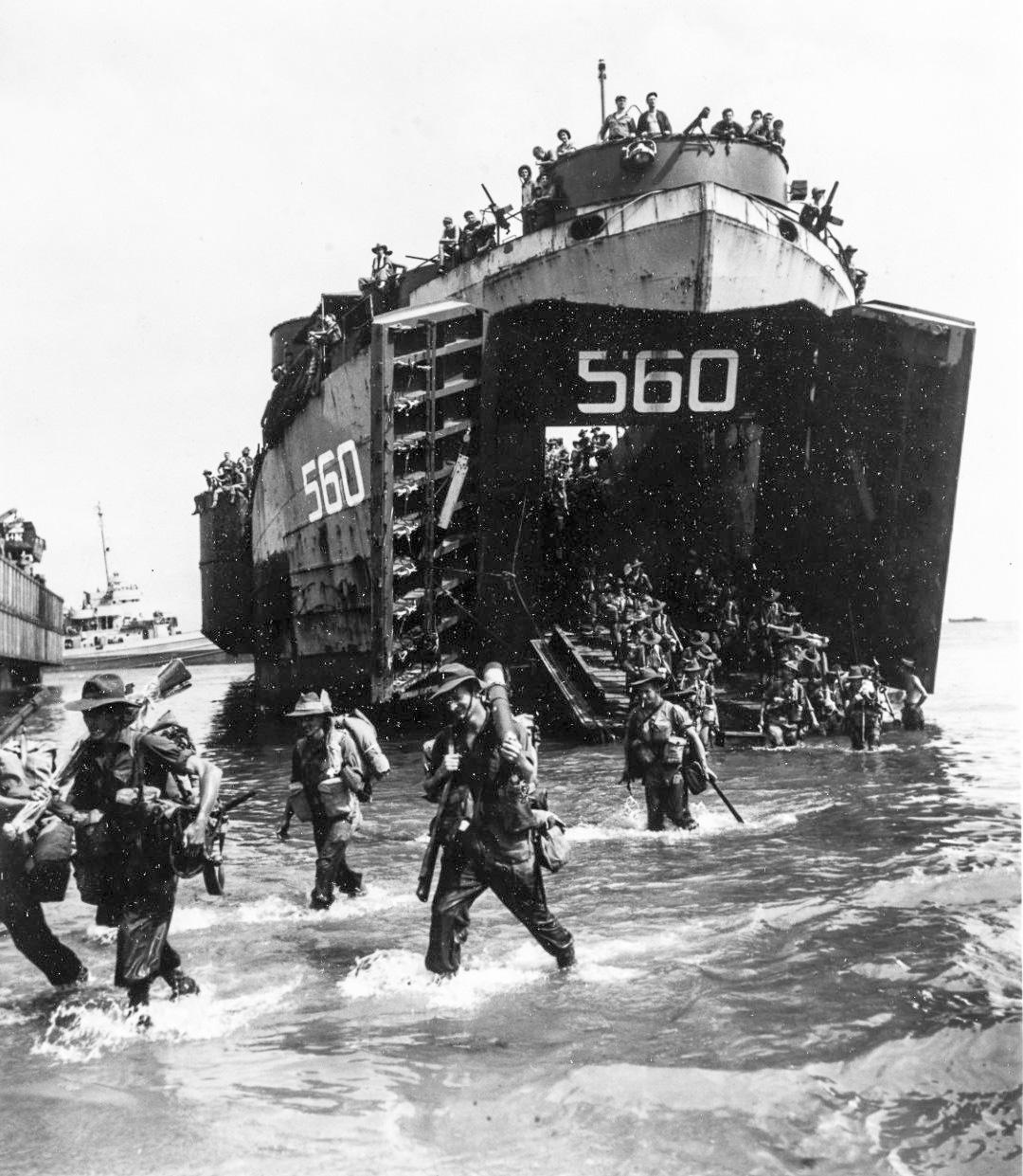
Australijscy żołnierze wysiadający z amerykańskich okrętów desantowych na Labuanie 10 czerwca 1945

Lądowanie na północno-zachodnim Borneo miało kilka celów. Obejmowały one zabezpieczenie obszaru Zatoki Brunei do wykorzystania jej jako bazy morskiej oraz przejęcie obiektów naftowych i pozyskiwania kauczuku. W sumie do operacji przydzielono 29 000 ludzi, z czego nieco ponad 1000 stanowili żołnierze amerykańscy i brytyjscy, a resztę Australijczycy. Prawie 6000 stanowił personel sił powietrznych, 18 000 żołnierze sił lądowych, a 4700 pracownicy logistyki. 9 Dywizja gen. mjr. George'a Woottena była głównym elementem tej siły i składała się z dwóch brygad piechoty: 20 i 24; trzecia brygada dywizji, 26 Brygada, została wydzielona do operacji na Tarakanie. Wojska lądowe były wspierane przez dużą liczbę amerykańskich i australijskich okrętów wojennych oraz jednostek powietrznych Przygotowując się do lądowania, grupa zwiadowcza, w skład której wchodził sierż. Jack Wong Sue, została rozmieszczona w Zatoce Kimanis w brytyjskim Północnym Borneo, w celu przeprowadzenia bliskiego rozpoznania przy użyciu wojskowego kajaku upuszczonego z samolotu Catalina.
Operacja Oboe 6 rozpoczęła się 10 czerwca jednoczesnymi atakami 24 Brygady na wyspę Labuan i 20 Brygady na wybrzeże Brunei w północno-zachodniej części Borneo. Ponieważ siły japońskie utrzymywały pozycje z dala od wybrzeża, w czasie desantu nie napotkano oporu. Po zabezpieczeniu miasta Brunei 13 czerwca 20 Brygada kontynuowała posuwanie się wzdłuż wybrzeża w kierunku południowo-zachodnim. Jej celem był obszar Miri–Lutong, z tym że 2/17. batalion przemieszczający się drogą lądową miał osiągnąć Miri, podczas gdy 2/13. batalion dokonał desantu w Lutong 20 czerwca. Siły japońskie wycofały się wraz z postępem Australijczyków, dlatego podczas tych działań stoczono niewiele walk. Patrole w głąb lądu przeprowadzone przez żołnierzy 20 Brygadę z pomocą miejscowej ludności, Dajaków, stoczyły więcej bojów niż główne siły.
Podczas gdy 24 Brygada szybko zajęła lotnisko i miasto Labuan, napotkała silny opór ze strony garnizonu japońskiego, który znajdował się w dobrze bronionej twierdzy. Po ciężkich stratach poniesionych podczas pierwszego ataku 2/28. batalionu na tę pozycję 16 czerwca, zdecydowano poddać ten obszar ciągłemu bombardowaniu. Batalion zaatakował ponownie 21 czerwca przy wsparciu czołgów i tym razem szybko pokonał siły japońskie. Walki na Labuanie kosztowały 24 Brygadę 34 zabitych i 93 rannych. Australijscy żołnierze naliczyli 389 zabitych Japończyków i wzięli 11 jeńców.
Tydzień po pierwszym lądowaniu na Labuanie Australijczycy kontynuowali ataki na pozycje japońskie wokół miasta Weston w północno-wschodniej części Zatoki Brunei. Australijczycy weszli następnie w głąb lądu wzdłuż jednotorowej linii kolejowej, która biegła z Weston w kierunku skrzyżowania w Beaufort, 23 kilometry na północny zachód od Zatoki Brunei, a następnie do Jesselton. Najcięższe walki tej operacji miały miejsce na nocy z 27 na 28 czerwca podczas bitwy pod Beaufort, w której zginęło ponad 100 japońskich obrońców. Po tym starciu 24 Brygada podjęła dalsze, ograniczone działania w celu zepchnięcia sił japońskich na wzgórza. Ograniczeniem zasięgu operacyjnego brygady była kolej Beaufort–Tenom; w tym okresie dowódcy australijscy przejawiali nadzwyczajną ostrożność i starali się ograniczać straty własne. Niemniej jednak starcia trwały przez cały sierpień; 3 sierpnia Japończycy podjęli nawet próbę kontrataku na pozycje zajmowane przez 2/28. batalion. Co najmniej 11 Japończyków zginęło w tej walce za cenę jednego, poległego Australijczyka.
Operacje na północnym Borneo obejmowały również znaczące wysiłki administracji cywilnej mające na celu dostarczenie pomocy wyzwolonej ludności cywilnej; było to największe tego typu zadanie podjęte przez siły australijskie podczas II wojny światowej. 9 Dywizja była mocno zaangażowana w pomoc miejscowej ludności oraz odbudowę domów i infrastruktury, które zostały zniszczone przez bombardowania przed inwazją oraz późniejsze walki.

### Wojna partyzancka

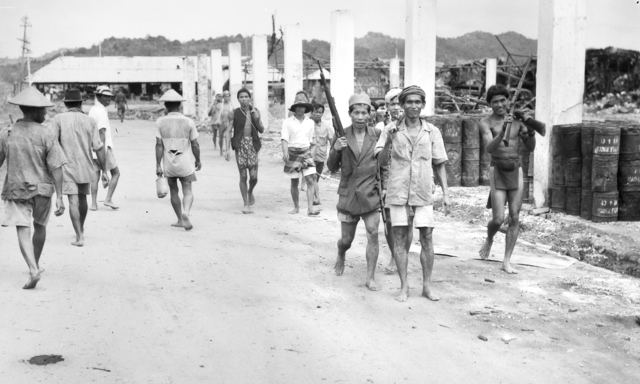
Dajakowie uzbrojeni w japońskie karabiny, czerwiec 1945

Konwencjonalnym operacjom wojskowym na brytyjskim Borneo Północnym towarzyszyła kampania partyzancka zorganizowana przez Special Operations Australia. Plan był podzielony na dwie operacje; operacja Agas w Borneo Północnym i operacja Semut w Sarawaku. Operacje te były kontynuacją nieudanej operacji Python, która została podjęta między październikiem 1943 a styczniem 1944 roku.
Pięć oddziałów SOA zostało umieszczonych na Borneo Północnym w okresie od marca do lipca 1945 roku. Oddziały Agas 1 i 2 utworzyły sieci agentów i partyzantów na północno-zachodnim Borneo. Grupy Agas 4 i 5 wylądowały na wschodnim wybrzeżu Borneo i nie odniosły większych sukcesów. Grupa Agas 3 zbadała obszar Ranau na zlecenie I Korpusu. Wyniki operacji Agas były różnie oceniane; oddziały SOA przejęły kontrolę nad obszarami ich działań, dostarczyły informacji wywiadowczych różnej jakości i zabiły mniej niż 100 Japończyków.
W ramach operacji Semut ponad 100 członków personelu alianckiego, zorganizowanych w cztery grupy, zostało wysłanych drogą powietrzną do Sarawaku począwszy od marca 1945 roku. Zadaniem oddziału Semut było zbieranie informacji i tworzenie sił partyzanckich. Mieszkańcy wnętrza Sarawaku, znani jako Dajakowie, entuzjastycznie dołączyli do grup partyzanckich, a personel SOA dowodził małymi, prywatnymi armiami. Nr 200 Flight RAAF i dżonki typu Snake należące do Royal Australian Navy odegrały ważną rolę w tej operacji, dostarczając personel i zaopatrzenie SOA.
Siły partyzanckie rozpoczęły ataki, aby przejąć kontrolę nad wnętrzem Sarawaku, podczas gdy 9 Dywizja skupiła się na wybrzeżu, polach naftowych, plantacjach i portach na północnym Borneo. Partyzanci operowali z baz patrolowych wokół Balai, Ridan i Marudi, a także w górach, wzdłuż kilku kluczowych dróg wodnych, w tym rzek Pandaruan i Limbang, oraz wzdłuż linii kolejowej, która biegła pomiędzy Beaufort i Tenom. Starali się zakłócić swobodę poruszania się żołnierzy japońskich i atakowali ich siły, gdy wycofywały się z głównej strefy walki. RAAF wykonywał naloty, aby wesprzeć lekko uzbrojonych partyzantów, którzy czasami musieli unikać lepiej wyposażonych jednostek japońskich. Kampania była bardzo udana i szacuje się, że ponad 1800 Japończyków zostało zabitych na północnym Borneo w wyniku działań partyzanckich.

### Balikpapan
Uwaga aliantów przeniosła się następnie z powrotem na środkowo-wschodnie wybrzeże, wraz z uruchomieniem operacji Oboe 2. Ostatni poważny desant morski II wojny światowej miał miejsce pod Balikpapanem 1 lipca 1945 roku. Lądowanie zostało poprzedzone ciężkim bombardowaniem z powietrza w ciągu 20 dni, podczas gdy trałowce pracowały nad oczyszczeniem terenu z min morskich przez 15 dni, ustanawiając bezpieczne korytarze dla floty inwazyjnej, aby ta mogła przejść, i oczyszczając prawdopodobne kotwicowiska. Operacje te zostały podjęte w zasięgu japońskich dział przybrzeżnych; do ochrony trałowców zastosowano ostrzał morski i bombardowanie z powietrza w celu zneutralizowania japońskich dział. Ze względu na uszkodzenia lotniska na Tarakanie wsparcie lotnicze dla operacji zapewniły jednostki RAAF i USAAF z południowych Filipin. Trzy trałowce zostały zatopione podczas operacji rozminowania.

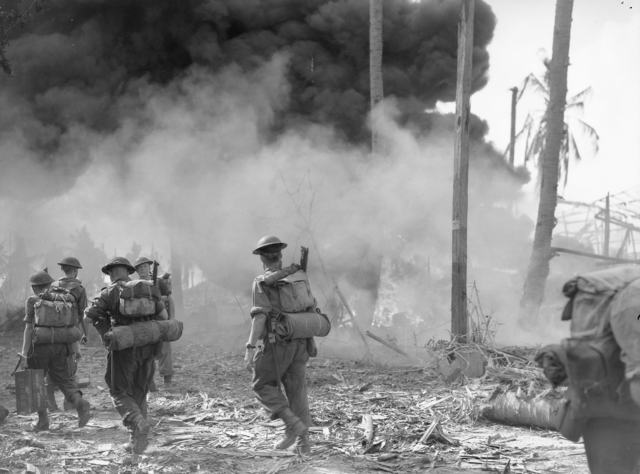
Żołnierze australijskiej 7 Dywizji Piechoty pod Balikpapanem

Flota inwazyjna wypłynęła z wyspy Morotai 26 czerwca, docierając pod Balikpapan 29 czerwca. Wyspa została następnie poddana ostrzałowi z użyciem 45 000 pocisków z australijskich, amerykańskich i holenderskich okrętów wojennych wspierających lądowanie. W tym samym czasie rozpoczęto operację dezinformacyjną, aby odwrócić uwagę Japończyków na Manggar, gdzie Australijczycy przeprowadzili pozorowane lądowanie. Amerykańskie zespoły nurków-saperów usunęły przeszkody wzdłuż plaży desantowej, a także w okolicach Manggaru, jako kolejny element planu dezinformacji. Do operacji desantowej przydzielono w sumie 33 000 żołnierzy, z czego 21 000 pochodziło z australijskiej 7 Dywizji pod dowództwem gen. mjr. Edwarda Milforda. Formacja ta składała się z trzech brygad, 18, 21 i 25, walczących razem jako formacja po raz pierwszy od początku wojny. Do desantu wybrano trzy plaże na południowym wybrzeżu, między Klandasan na wschodzie a Stalkoedo na zachodzie. Początkowy atak podjęły trzy bataliony piechoty: 2/10. po lewej stronie, 2/12. w centrum i 2/27. batalion po prawej. Żołnierze wylądowali w niewłaściwym miejscu, ponieważ dym z ostrzału atyleryjskiego przed lądowaniem utrudniał nawigację, ale desant nie napotkał oporu, dlatego mimo błędu szybko ustalono przyczółek, gdy przybyły siły kolejnych rzutów.
Działając po lewej stronie, 18 Brygada walczyła o zdobycie kilku wzniesień wokół Klandasanu i przejęcie kontroli nad miastem oraz zabezpieczenie portu i obiektów portowych w Balikpapanie na północny zachód od plaż desantowych, podczas gdy 21 Brygada wylądowała po prawej stronie z zadaniem posuwania się na wschód w kierunku kilku japońskich lotnisk w Sepinggangu i Manggaru, wzdłuż głównej drogi przybrzeżnej. 25 Brygada była trzymana w rezerwie, ale po wylądowaniu 2 lipca ruszyła w głąb lądu w kierunku Batuchamparu, 16 km od miejsca lądowania. Miasto i port Balikpapan zostały zajęte 3 lipca, ale walki z japońskimi niedobitkami trwały do następnego dnia. Wzdłuż wybrzeża 21 Brygada przekroczyła rzekę Batakan Ketjil, gdzie 3 lipca została zatrzymana przez silny japoński opór, który został przełamany przy wsparciu artylerii okrętowej. Następnego dnia, po przekroczeniu Manggar Besar, brygada napotkała jeszcze silniejszą pozycję japońską, wspieraną przez artylerię nadbrzeżną i moździerze broniące lotniska; pomimo wsparcia czołgów operujących wzdłuż rzeki Australijczycy zostali zatrzymani jeszcze na kilka dni, aż niektóre z japońskich dział zostały zdobyte, a ciężkie naloty przytłoczyły obrońców.
W międzyczasie 5 lipca jeden z batalionów piechoty 18 Brygady, 2/9., wraz z 2/9. batalionem pionierów wylądował w Panadjamie, aby oczyścić zachodni brzeg z japońskiej artylerii, zanim alianci otworzyli port. Mimo napotkania ograniczonego oporu, teren wokół Panadjam został oczyszczony w ciągu dwóch dni. Lotniska zostały zabezpieczone do 9 lipca, ale japoński opór był coraz silniejszy, z wykorzystaniem taktyk opóźniających, takich jak miny-pułapki, miny konwencjonalne, ostrzał snajperski i kontrataki na małą skalę. Szczególnie silny opór stawili w okolicach Batuchamparu, gdzie japoński batalion założył twierdzę, podczas gdy inne oddziały walczyły zdecydowanie w tunelach wokół Manggaru. Australijscy inżynierowie otrzymali ciężkie zadanie, pracując nad zneutralizowaniem ponad 8 000 min oraz min pułapek, a także zniszczeniem ponad 100 tuneli.
Po zabezpieczeniu lotniska Manggar 21 Brygada kontynuowała natarcie w kierunku Sambodży. Poruszając się w głąb lądu północno-wschodnią drogą, nazwaną przez Australijczyków Milford Highway, 25 Brygada zbliżyła się do japońskiej straży tylnej, która została osłabiona ostrzałem alianckiej artylerii, a następnie oskrzydlona, co spowodowało wycofanie się jej na drugorzędną pozycję 4,8 km z tyłu 9 lipca. Ataki powietrzne i artyleryjskie pomogły osłabić tę pozycję, podczas gdy piechota pracowała, aby ją otoczyć; nie udało się tego w pełni osiągnąć i w nocy z 21 na 22 lipca pozostali obrońcy wycofali się w głąb lądu. Opór na tych obszarach został w znacznym stopniu stłumiony do końca lipca, ale działania bojowe wokół Balikpapanu trwały do końca wojny w sierpniu, kiedy wojska japońskie wycofały się na nierówny teren w głębi lądu. Operacje mające na celu zabezpieczenie Balikpapanu kosztowały Australijczyków 229 zabitych i 634 rannych, podczas gdy straty japońskie wyniosły 2032 zabitych, a kolejnych 63 zostało schwytanych.

## Następstwa

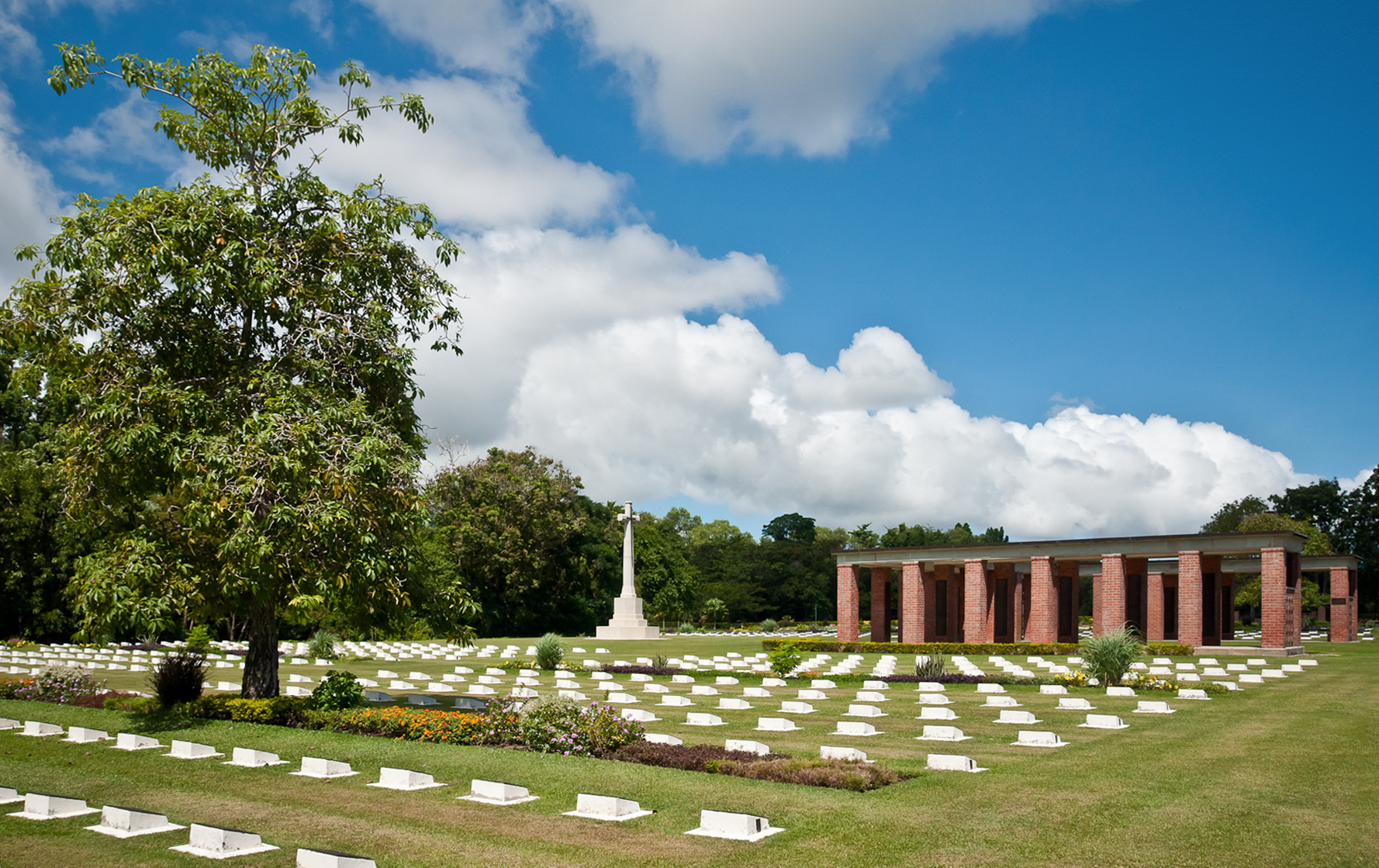
Cmentarz wojenny na Labuanie w 2011 roku

W następstwie kampanii australijski personel pozostał na Borneo do końca 1945 roku, aby przywrócić administrację cywilną, nadzorować odbudowę, czuwać nad przebiegiem kapitulacji i rozbrajania wojsk japońskich oraz wyzwalać byłych alianckich jeńców wojennych przetrzymywanych w obozach wokół Borneo. Po zakończeniu wojny pojawiły się pogłoski, że siły australijskie w pobliżu Beaufort zachęcały miejscowych partyzantów do masakry japońskich jeńców w odwecie za Sandakańskie marsze śmierci, w rezultacie czego zginęło prawie 6000 Japończyków. Historyk Ooi Keat Gin twierdzi jednak, że żadne dokumenty nie potwierdzają tych relacji.
Akcje desantowe podjęte przez siły australijskie były, zdaniem historyka Eustace Keogha, „wyróżniającą cechą” kampanii i stanowiły największe tego typu operacje, jakie Australijczycy przeprowadzili podczas wojny. Wymagały one ogromnej ilości wsparcia morskiego i powietrznego, a także złożonego planowania i współpracy pomiędzy różnymi rodzajami sił zbrojnych z kilku państw. Przed operacją zainwestowano znaczną ilość czasu i zasobów w szkolenie przydzielonych sił. Historyk Peter Dennis ocenia, że operacje miały „wątpliwą wartość strategiczną [...] [ale] [...] były umiejętnie przeprowadzone”. Straty poniesione podczas kampanii po stronie aliantów wyniosły około 2100 ofiar, podczas gdy Japończycy stracili 4700 ludzi. Zginęła lub została ranna także znaczna liczba cywilów; na przykład bombardowanie Tarakanu przed inwazją spowodowało co najmniej 100 ofiar wśród cywilów.
Pomimo sukcesu desantu aliantów, ze względu na ogólną sytuację strategiczną w tym czasie, kampania na Borneo była krytykowana w Australii w czasie jej przeprowadzania i w latach następnych jako bezcelowa lub „marnotrawiąca” życia żołnierzy. Oceniając zasadność kampanii, historycy tacy jak Max Hastings stwierdzili, że atakowanie nieprzyjacielskich sił, już odciętych od Japonii, było marnowaniem zasobów. Według Hastingsa, „jakikolwiek racjonalny osąd strategiczny nakazywał pozostawienie ich izolowanych przez symboliczne siły alianckie, dopóki klęska ich państwa nie wymusiłaby ostatecznej kapitulacji”. Z drugiej strony argumentowano, że kampania przyniosła szereg lokalnych sukcesów, takich jak zwiększenie izolacji znaczących sił japońskich okupujących główną część Holenderskich Indii Wschodnich, przejęcie głównych złóż ropy naftowej i uwolnienie alianckich jeńców wojennych przetrzymywanych w coraz gorszych warunkach w obozach Sandakan i Batu Lintang.